# Не так серьёзно (фильм)
«Не так серьёзно» (фр. Pas si grave) — романтическая комедия с Роменом Дюри и Леонор Варела в главных ролях.

## Сюжет
Пабло чувствует, что скоро умрёт и просит трёх своих приёмных сыновей выполнить предсмертную просьбу. Он хочет чтобы они отправились в Испанию, откуда он сбежал из-за гражданской войны, и во что бы то ни стало привезли статую «Пурпурной Девы». Сыновья отправляются на поиски реликвии.

## В ролях
| Актёр                 | Роль     |
| --------------------- | -------- |
| Сами Буажила          | Шарли    |
| Ромен Дюрис           | Лео      |
| Жан-Мишель Порталь    | Макс     |
| Алехандро Ходоровский | Пабло    |
| Леонор Варела         | Анжела   |
| Пеп Мунне             | Рамон    |
| Жан-Франсуа Стевенен  | манолете |